# Ted McGinley
Theodore Martin "Ted" McGinley (* 30. května 1958, Newport Beach, Kalifornie, USA) je americký herec. Jeho nejznámější role byly Jefferson D'Arcy v seriálu Ženatý se závazky) a Charley Shanowski v seriálu Hope & Faith.

## Biografie

### Kariéra
Studoval na Univerzitě Jižní Kalifornie na stipendiu vodního póla, kde hrál za Americké národní juniory. Začínal v modelingové branži. Po castingu byla jeho fotka vystavena v časopisu GQ (pro přiblížení - což je vlastně sofistikovanější Maxim), byl nakonec obsazen do komediálního sitcomu Happy Days jako Roger Phillips (synovec rodiny Cunninghamsů); tuto roli hrál od roku 1980 do konce roku 1984. Během působení v Happy Days si také našel roli v komediálně parodickém filmu Young Doctors in Love (parodie na způsob bláznivé parodie Připoutejte se, prosím týmu Zucker-Abrahams-Zucker, akorát, že si tento film vzal na mušku dramatické lékařské mýdlové seriály), to se psal rok 1982. Po skončení Happy Days se McGinley objevil ve filmu Pomsta šprtů z roku 1984.
Pak se také objevil v Dynastii a v Loď lásky . Pak teprve vzal roli Jeffa v Ženatém se závazky (hrál ho v letech 1991-1997). V letech 2003-2006 hrál Charleyho Shanowského v seriálu Hope & Faith.
Ted byl nazván (Jonem Heinem, zakladatelem stránky jumptheshark.com a částečně i výrazu "jumping the shark") jako "duch svatý" hovorového výrazu (používaným TV kritiky a fanoušky) "jumping the shark" (což se dá tímto výrazem popsat situace u seriálů, "kdy se linka příběhu začíná stáčet do něčeho absurdního a danému seriálu začíná klesat rating". Tato reference je na populární, dlouhodobé, zpočátku kvalitní seriály, ve kterých Ted vystupoval a tyto seriály zpravidla již byly v "pokročilém stádiu rozkladu", respektive snižovala se jejich kvalita a násobila se jejich kvantita; mezi takové seriály patří právě Happy Days, Loď lásky a Dynastie. Hein k této záležitosti také dodal, že tím nemyslí "ty Tedovy lepší chvilky" a "že koneckonců také má smysl pro humor". V jedné epizodě Ženatého, McGinley zparodoval tento fakt chvilkovým zbořením tzv. "čtvrté stěny", kdy se Jeff zeptal Ala: "Another picture, captain? I mean, Fonzie? .... Al?"
V roce 2008 tancoval v sedmé sezóně pořadu Dancing with the Stars s tanečnici Inn Brayer. Vypadli v druhém kole.

## Soukromý život
Je ženat s herečkou Gigi Rice se kterou má dvě děti.

## Zajímavosti
- Ivan Vyskočil, dabér, jenž nadaboval Jeffersona D'Arcyho v Ženatém... taky nadaboval Leonarda Huffa ve filmu První liga 3 (kde McGinley také hrál)[1].

### Účast v Dancing with the Stars
| Týden # | Tanec / Píseň                          | Skóre porotců | Skóre porotců | Skóre porotců | Výsledek  |
| Týden # | Tanec / Píseň                          | Inaba         | Goodman       | Tonioli       | Výsledek  |
| 1A      | Foxtrot/ "God Only Knows" (Beach Boys) | 6             | 6             | 6             | Vítězství |
| 1B      | Mambo/ "Mambo Gozon"                   | 7             | 6             | 6             | Vyřazení  |

## Filmografie

### Film
| Rok  | Název                               | Role               | Poznámky            |
| ---- | ----------------------------------- | ------------------ | ------------------- |
| 1982 | Lékařská akademie                   | Dr. Bucky DeVol    |                     |
| 1984 | Pomsta šprtů                        | Stan Gable         |                     |
| 1989 | Poslední svědek                     | Kyle               |                     |
| 1991 | Modré tornádo                       | Phillip            |                     |
| 1992 | Space Case                          | Biff               |                     |
| 1993 | Waynův svět 2                       | pan Scream         |                     |
| 1998 | Jsi za hlasem srdce                 | James Allen Bailey |                     |
| 1998 | První liga 3: Zpátky do druhé ligy  | Leonard Huff       |                     |
| 1999 | Čmuchalky                           | Roderick           |                     |
| 1999 | Velký šprím                         | Johnny Darjerling  |                     |
| 2000 | Face the Music                      | Marcus             |                     |
| 2000 | Pekelná jízda                       | Dillon Johansen    |                     |
| 2001 | Cahoots                             | Brad               |                     |
| 2001 | Pearl Harbor                        | vojenský major     |                     |
| 2007 | The Storm Awaits                    | Vale NewCastle     | krátkometrážní film |
| 2008 | Eavesdrop                           | Grant              |                     |
| 2008 | Privileged                          | pan Webber         |                     |
| 2010 | Vánoce s velkým V                   | Dan Reed           |                     |
| 2013 | Nečekaný nepřítel                   | Bruce              |                     |
| 2014 | Redeemed                            | Paul               |                     |
| 2015 | Do You Believe?                     | Matthew            |                     |
| 2015 | Underdog Kids                       | pan Hershfeld      |                     |
| 2016 | Expendable Assets                   | Carter             |                     |
| 2016 | Sam, Again                          | Rick               | krátkometrážní film |
| 2017 | The Outcasts                        | ředitel Whitmore   |                     |
| 2018 | A.X.L.                              | George Fontaine    |                     |
| 2018 | God's Not Dead: A Light in Darkness | Thomas Ellsworth   |                     |

### Televize
| Rok       | Název                                  | Role                                   | Poznámky                                              |
| --------- | -------------------------------------- | -------------------------------------- | ----------------------------------------------------- |
| 1980-1984 | Happy Days                             | Roger Phillips                         | 61 dílů                                               |
| 1982      | Fantasy Island                         | Errol Brookfield III                   | díl: „The Kleptomaniac/Thank God, I'm a Country Girl“ |
| 1983      | Making of a Male Model                 | Shack Shackleford                      | TV film                                               |
| 1983      | Making of a Male Model                 | Gary Angelo                            | TV film                                               |
| 1984–1986 | Loď lásky                              | fotograf Ashley "Ace" Covington Evans  | 60 dílů                                               |
| 1985–1987 | Hotel                                  | Kyle Stanton/Neil Benson/Wade Stafford | 3 díly                                                |
| 1986–1987 | Dynastie                               | Clay Fallmont                          | 34 dílů                                               |
| 1988      | Perfect Strangers                      | Billy Appleton                         | díl: „My Brother, Myself“                             |
| 1989      | B.L. Stryker                           | Mitch Slade                            | díly: „Auntie Sue“ a „Die Laughing“                   |
| 1989–1997 | Ženatý se závazky                      | Jefferson D'Arcy                       | hlavní role, 164 dílů                                 |
| 1990      | Městečko Evening Shade                 | Kyle Hampton                           | díl: „The Moustache Show“                             |
| 1991      | Baby Talk                              | Craig Palmer                           | díl: „Baby Love“                                      |
| 1992      | Pomsta šprtů 3: Nová Generace          | Dean Stanley Gable                     | TV film                                               |
| 1993      | Běsnící spravedlnost                   | Aubrey Billings                        | TV film                                               |
| 1993      | Linda                                  | Brandon "Jeff" Jeffries                | TV film                                               |
| 1994      | Pomsta šprtů 4: Zamilovaní šprti       | Stan Gable                             | TV film                                               |
| 1995      | Dream On                               | Chad Spencer                           | díl: „Long Distane Runaround“                         |
| 1995      | Smrti se postav čelem                  | Jeffrey Quint                          | TV film                                               |
| 1995–1996 | The John Larroquette Show              | Karl Reese                             | 4 díly                                                |
| 1996      | Smrtící síť                            | Peter Lawrence                         | TV film                                               |
| 1998      | Spojení se smrtí                       | Scanman                                | TV film                                               |
| 1998-1999 | Studio sport                           | Gordon                                 | 8 dílů                                                |
| 1999      | Work with Me                           | Murray Epstein                         | díl: „Pilot“                                          |
| 1999      | Hotel pro rukojmí                      | FBI Agent Hopkins                      | TV film                                               |
| 2000-2001 | Západní křídlo                         | Mark Gottfried                         | 3 díly                                                |
| 2001      | Advokáti                               | Michael Hale                           | díl: „Awakenings“                                     |
| 2002      | Wednesday 9:30 (8:30 Central)          | Ted Wayne Giblen                       | díl: „Death Be Not Pre-Empted“                        |
| 2002-2003 | Liga spravedlivých                     | Tom Turbine / Burns (hlas)             | 3 díly                                                |
| 2003      | Family Curse                           |                                        | TV film                                               |
| 2003      | Charlie Lawrence                       | Graydon Cord                           | 6 dílů                                                |
| 2003      | Ledový zásah                           | Dan Blanchard                          | TV film                                               |
| 2003      | The Proud Family                       | Lance McDougal (hlas)                  | díl: „Smackmania 6: Mango vs. Mama's Boy“             |
| 2003–2006 | Hope & Faith                           | Charley Shanowski                      | hlavní role, 73 dílů                                  |
| 2004      | Havárie letu 323                       | Reese Faulkner                         | TV film                                               |
| 2007      | Griffinovi                             | Různé postavy (hlas)                   | díly: „Ruperte, kde ji?“ a „Mcmrtvice“                |
| 2007      | V dobrém i zlém                        | Webby                                  | díl: „Webby není šťastný“                             |
| 2007      | Vzkaz                                  | král                                   | TV film                                               |
| 2008      | Dancing with the Stars                 | Sám sebe/soutěžící                     | 2 díly                                                |
| 2009      | Agentura Jasno                         | Randy Labayta                          | díl: „Odpočívej v pokoji“                             |
| 2009      | Dej šanci lásce                        | král                                   | TV film                                               |
| 2010      | Kouzelníci z Waverly                   | Clanton                                | díl: „Western Show“                                   |
| 2010      | Scooby Doo! Prokletí nestvůry z jezera | Thornton Blake                         | TV film                                               |
| 2010      | Melissa a Joey                         | starosta                               | díl: „Lennox We Trust“                                |
| 2011      | Breaking In                            | Larry                                  | díl: „White on White on White“                        |
| 2011      | Batman: Odvážný hrdina                 | Aquaman                                | díl: „Mitefall“                                       |
| 2012      | Vrátím se pro tebe                     | král                                   | TV film                                               |
| 2012      | Imaginary Friend                       | strážník Cameron                       | TV film                                               |
| 2012      | Sullivan a syn                         | Eugene Casternakie                     | díl: „The Bar Birthday“                               |
| 2012      | Mentalista                             | Ed Hunt                                | díl: „If It Bleeds, It Leads“                         |
| 2013      | A Mother's Rage                        | Stan                                   | TV film                                               |
| 2013      | Šílenci z Manhattanu                   | Mel                                    | díl: „Milovat a cítit“                                |
| 2014      | Castle na zabití                       | Brock Harmon                           | díl: „Poslední akční hodina“                          |
| 2014–2017 | Transformers                           | Denny Clay / kapitán lodě (hlas)       | 54 dílů                                               |
| 2015      | Most, díl 1.                           | Charlie Bartons                        | TV film                                               |
| 2016      | Most, díl 2.                           | Charlie Bartons                        | TV film                                               |
| 2016      | No Tomorrow                            | Greg Covington                         | vedlejší role, 4 díly                                 |
| 2017      | Happily Never After                    | Gene                                   | TV film                                               |
| 2017      | Fatherly Obsession                     | Robert J. Farnsworth                   | TV film                                               |
| 2019      | The Baxters                            | John Baxter                            | hlavní role, 30 dílů                                  |
| 2019      | Mizera Nick                            | Sam                                    | díl: „The Catfish“                                    |
| 2019      | Hawaii 5-0                             | agent Sam Collins                      | díl: „Vězeň v dešti“                                  |
| 2019      | Christmas Reservations                 | Duffy Johnson                          | TV film                                               |
| 2020      | Máma                                   | Dr. Berenson                           | díl: „Cheddar Cheese and a Squirrel Circus“           |